# Igrane
Igrane ist eine Ortschaft in Kroatien mit 347 Einwohnern (Stand: 2021) und gehört zur Gemeinde Podgora, in der Gespanschaft Split-Dalmatien. Das Seebad an der Riviera von Makarska ist ein Touristenziel, mit zahlreichen Hotels, Ferienhäusern und -wohnungen.

## Geographie und Verkehr
Der Küstenort Igrane liegt in der Region Dalmatien, unterhalb des Biokovo-Gebirges und gegenüber den Inseln Brač und Hvar. Igrane ist über die Autobahn A1 Zagreb-Split(-Dubrovnik) oder die Adria-Magistrale erreichbar. Die Siedlung liegt in terrassenartiger Hanglage und fällt zu einer Bucht im Adriatischen Meer mit einer kleinen Marina (Hafen) ab. Die Uferstraße führt zum Nachbarort Živogošće.
Nördlich des Biokovo-Gebirges, liegt die ursprüngliche Siedlung Gornje Igrane, ein Bergdorf mit mehreren Weilern. Einst fast unzugänglich und dünn besiedelt, führt heute die Straße D512 von Vrgorac nach Makarska durch diese Weiler.

## Einwohner
Ursprünglich lebten die Einwohner oberhalb in den Weilern von Gornje Igrane von Viehzucht und Landwirtschaft. Vermutlich im 16. und 17. Jahrhundert zogen sie an die Küste, wo sie Weinberge und Olivenhaine besaßen, um Fischerei zu betreiben und später vom aufkommenden Tourismus zu leben.

## Tourismus

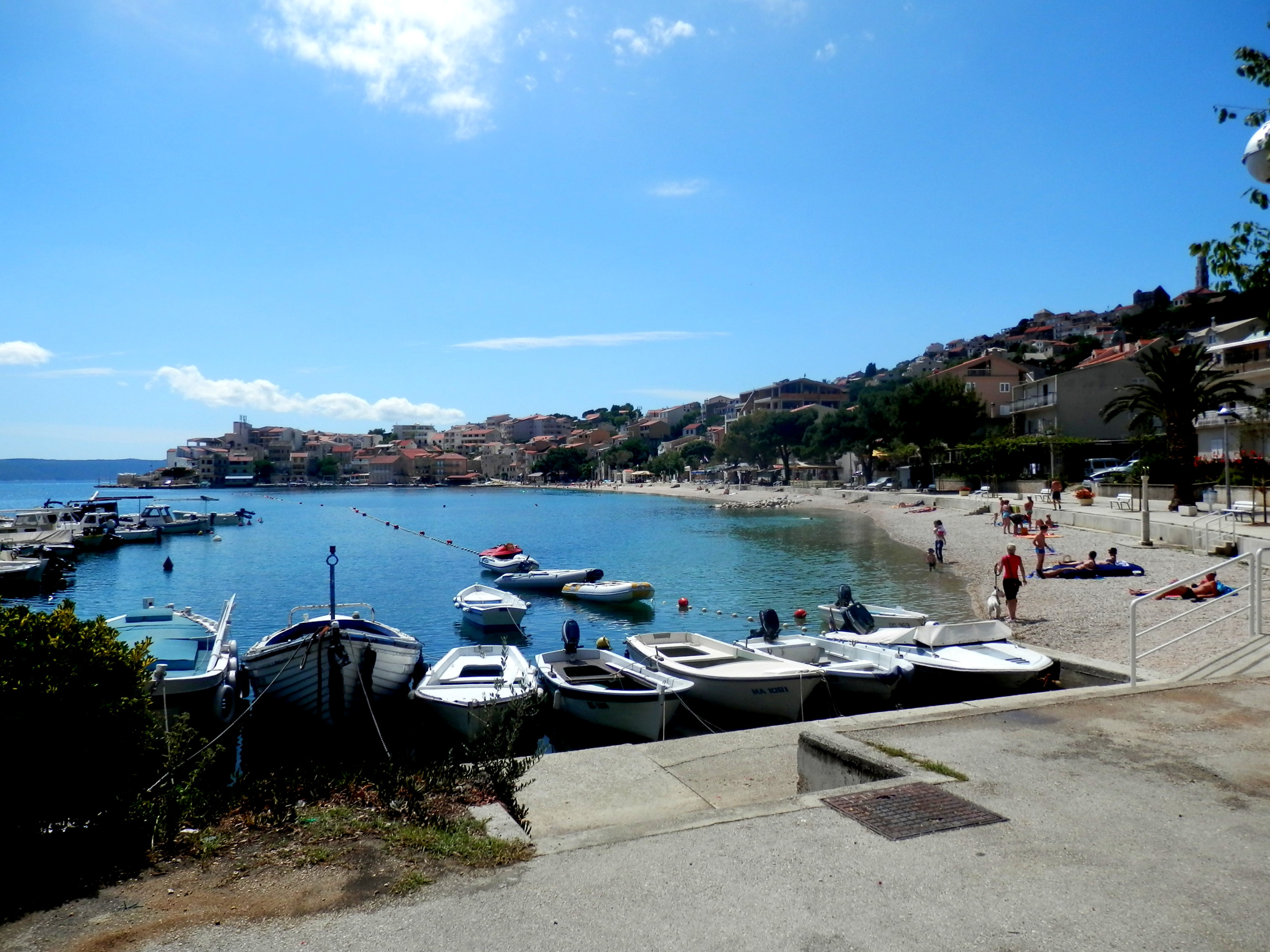
Der Hauptstrand Centar vor der Uferpromenade von Igrane (2014).

In Igrane gibt es die Kiesstrände Centar (in der Bucht östlich des Hafens), Punta (westlich des Hafens) und den nordwestlich daran angrenzenden Naturstrand (kroatisch djevižanska plaža ‚unberührter Strand‘) Jarsan, der ein Nacktbadestrand ist.
Igrane hat über 1200 private Gästebetten, überwiegend in der 3 Sterne-Kategorie. Das oberhalb des Strandes Punta liegende TUI-Hotel ist mit 4 Sternen kategorisiert und hat über 300 Doppelzimmer (Stand: 2019). Daneben sind vor allem an der Uferpromenade Konobas mit dalmatinischer bzw. mediterraner Küche, Cafés, Bars, Pizzerias, Fast-Food-Restaurants, Souvenirläden, Wechselstuben u. ä. zu finden.

## Geschichte
Bereits zur Römerzeit war der Ort besiedelt, was die auf dem Friedhof oberhalb der Ortschaft zu findenden Sarkophage aus der Antike bezeugen.

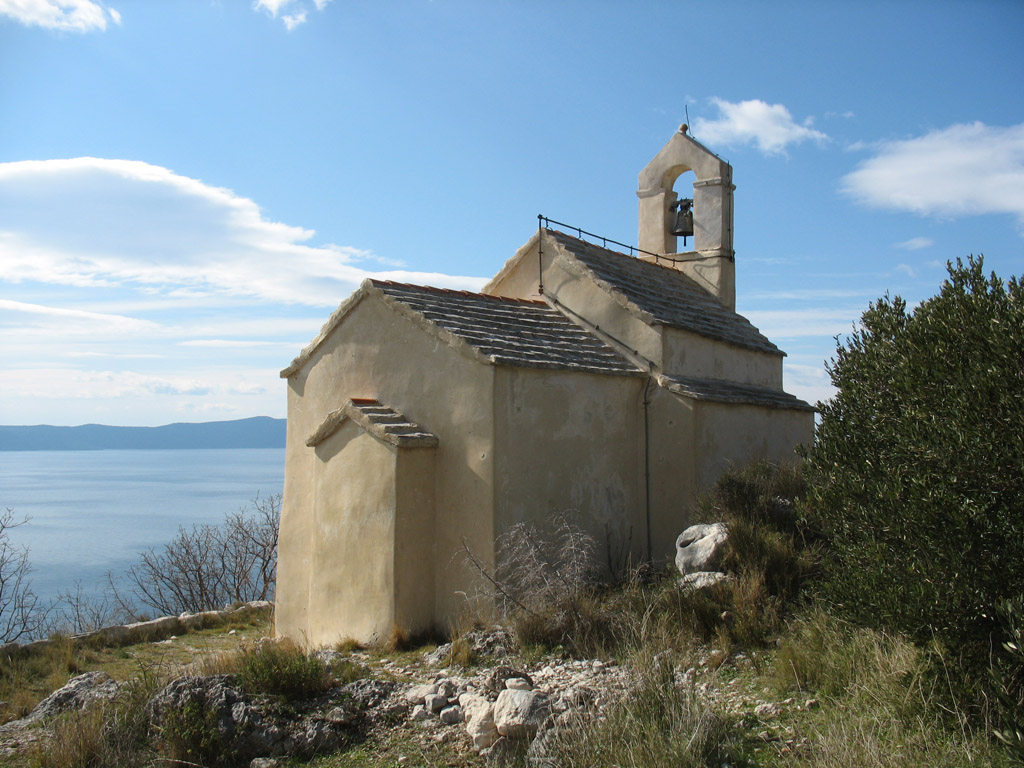
Die Kirche St. Michael (Sv. Mihovil) aus dem 11. Jahrhundert (2009).

Im 11. Jahrhundert wurde die Kirche St. Michael (Sv. Mihovil) erbaut. Dieses bedeutendste mittelalterliche Denkmal an der Makarska Riviera, liegt weit oberhalb der Ortschaft und der Adria-Magistrale.
Igrane wurde erstmals 1466 urkundlich erwähnt. Der Ortsname bedeutet „Das Spiel“ oder „Spielen“.
In der ersten Periode der osmanischen Besetzung des Küstenlandes im 15. Jahrhundert, wird vermutlich mit dem Bau eines Festungsgebäudes begonnen, um die nördlich davon verlaufende spätantike und mittelalterliche Straße von Živogošće nach Drašnice zu überwachen. Das in zwei weiteren Bauphasen erhöhte und zusätzlich befestigte Gebäude entwickelt sich zu einem Festungsturm, einer sogenannten  Kula (von türkisch kule ‚Turm‘), der dem Schutz vor türkischen Angriffen und als Versorgungsstation für durchziehende Truppen diente.
Nach dem christlichen Sieg in der Seeschlacht von Lepanto über die osmanische Flotte 1571 wurden Igrane und die anderen Küstendörfer unter den Schutz der Republik Venedig gestellt. Vermutlich erfolgte aufgrund dessen die zweite Ausbauphase des Festungsgebäudes, mit einer Erhöhung und Ertüchtigung.

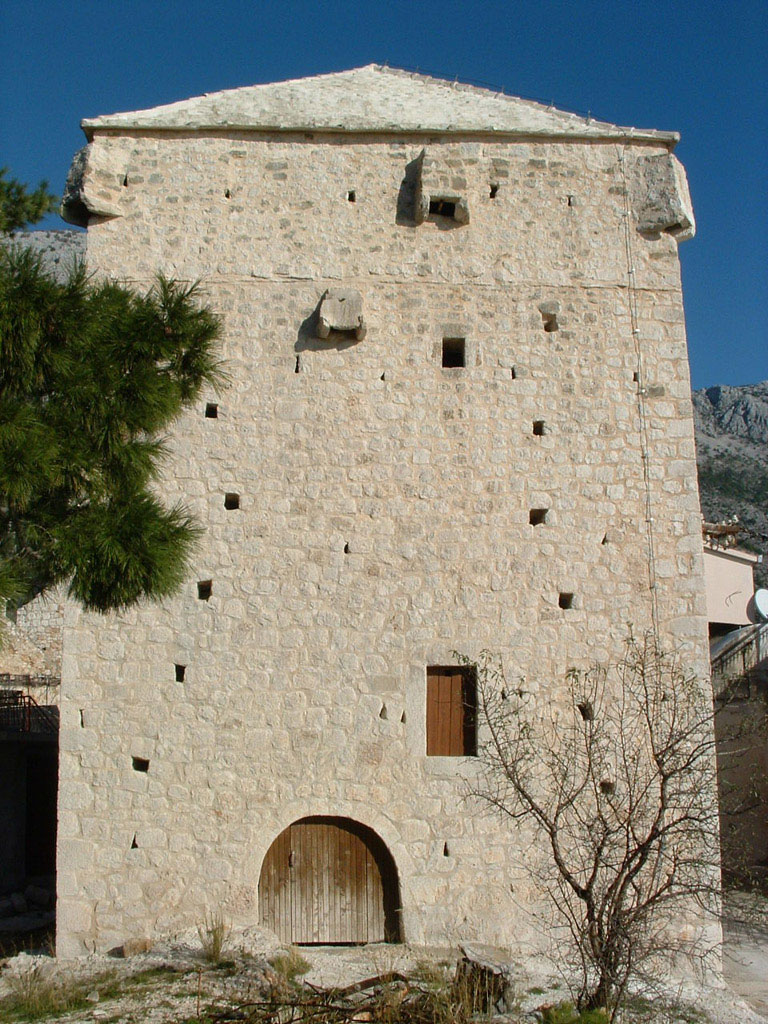
Die Fassade des 1668 letztmalig ausgebauten Zale-Turms (Zalina kula), von der dem Meer zugewandten südwestlichen Seite aus gesehen. Das Eingangstor im Erdgeschoss wurde wahrscheinlich später eingebracht. Denn wie bei Festungsgebäuden üblich, befindet sich an derselben Fassade auf Höhe des ersten Stockwerks auch eine kleine Tür, die über eine einziehbare Holzleiter erreichbar war (2004).

Während des Sechsten Osmanisch-Venezianischen Kriegs (1645–1669) wurde der oberhalb des Ortes liegende Festungsturm 1668 in einer dritten und letzten Phase ausgebaut. Der rechteckige Turm aus behauenen Steinen in Mörtel mit den Außenmaßen von 7 × 8,4 Meter, hat seitdem vier Stockwerke mit Schießscharten und Lüftungsöffnungen, durch die der kühle Bora-Wind wehen kann. Er erhält den Namen Zale-Turm (Zalina kula) nach dem Militärführer Ivan Antičić-Zale († 1692), der Igrane 1687 erfolgreich gegen einen Angriff osmanischer Truppen verteidigte.
In unmittelbarer Nähe des Zale-Turms wurde 1752 die Kirche Unserer Lieben Frau vom Rosenkranz (Gospa od Ružarija) im Stil der Neoromanik erbaut. Sie ersetzte die vorgenannte Kirche St. Michael (Sv. Mihovil) in ihrer Funktion als Pfarrkirche.

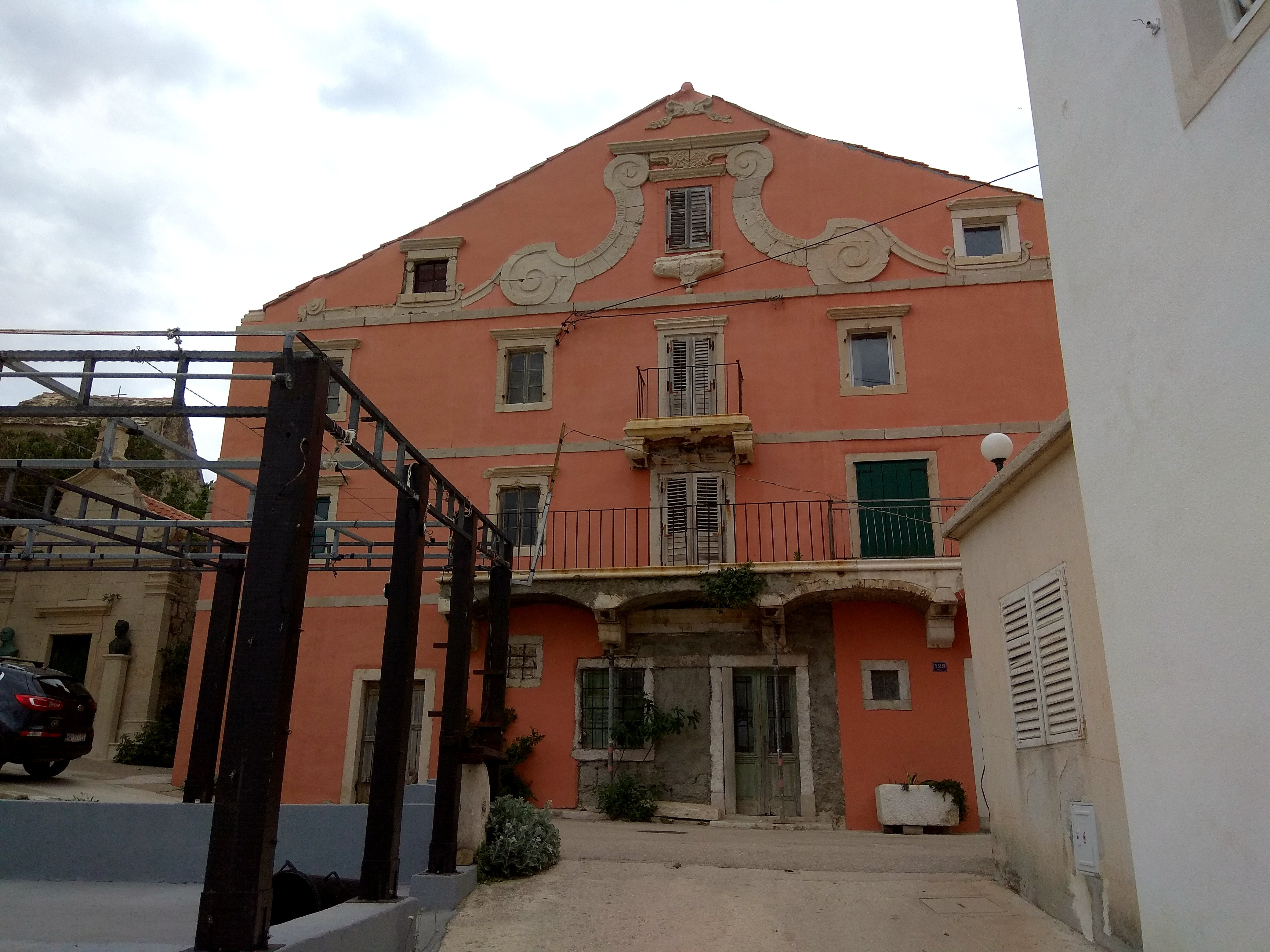
Das barocke Sommerhaus der Familie Šimić-Ivanišević (2018).

Im Jahr 1760 wurde in der Nähe des Hafens, das heute noch bewohnte denkmalgeschützte Sommerhaus (Ljetnikovac) der Familie Šimić-Ivanišević im Stil des Barock erbaut. Daneben erbaute sich die Familie die kleine freistehende Hauskapelle der Unbefleckten Empfängnis der Heiligen Jungfrau Maria (Bezgriješnoga Začeća Blažene Djevice Marije), die später um die Büsten zweier prominenter Familienmitglieder vor dem Eingang ergänzt wurde.

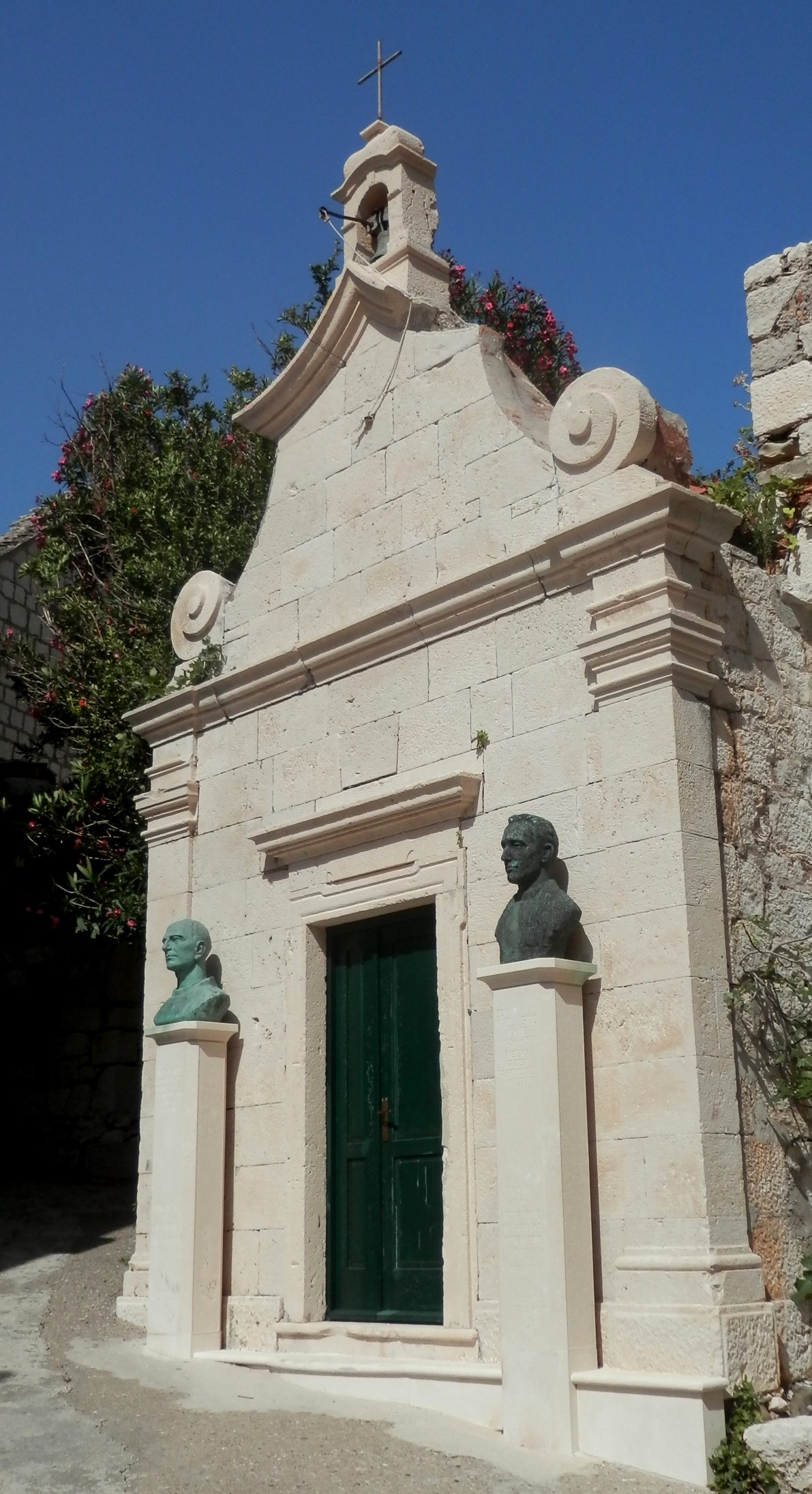
Die Hauskapelle Unbefleckte Empfängnis der Heiligen Jungfrau Maria (Bezgriješnoga Začeća Blažene Djevice Marije), neben dem Sommerhaus am Hafen (2014).

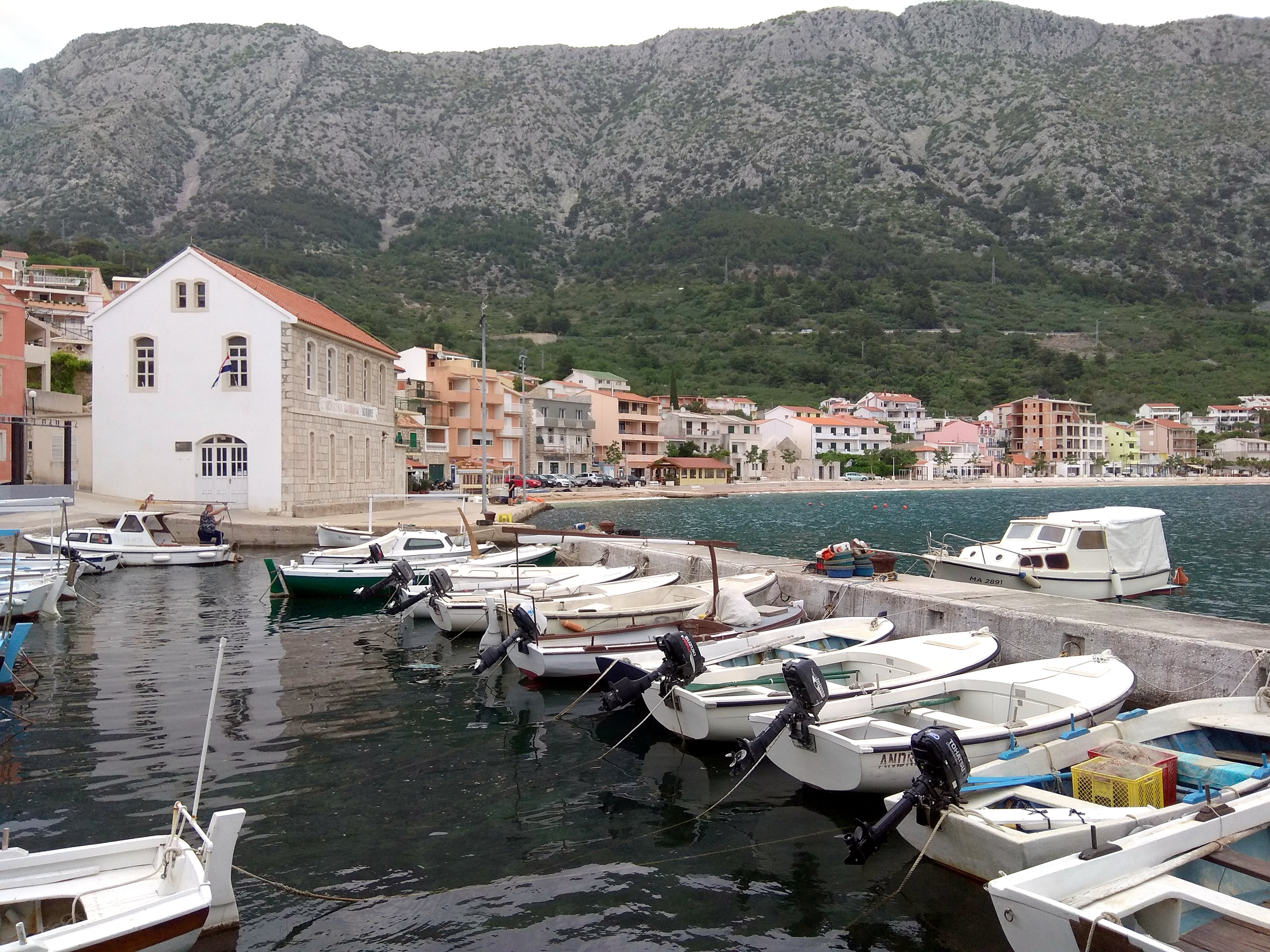
Die 1908 erbaute Olivenölfabrik (links) im Hafen von Igrane (2018).

Zur Gewinnung und Verarbeitung von Olivenöl wurde 1908 in Hafennähe eine Fabrik erbaut, die nach der Renovierung noch heute gemeinschaftlich genutzt wird.

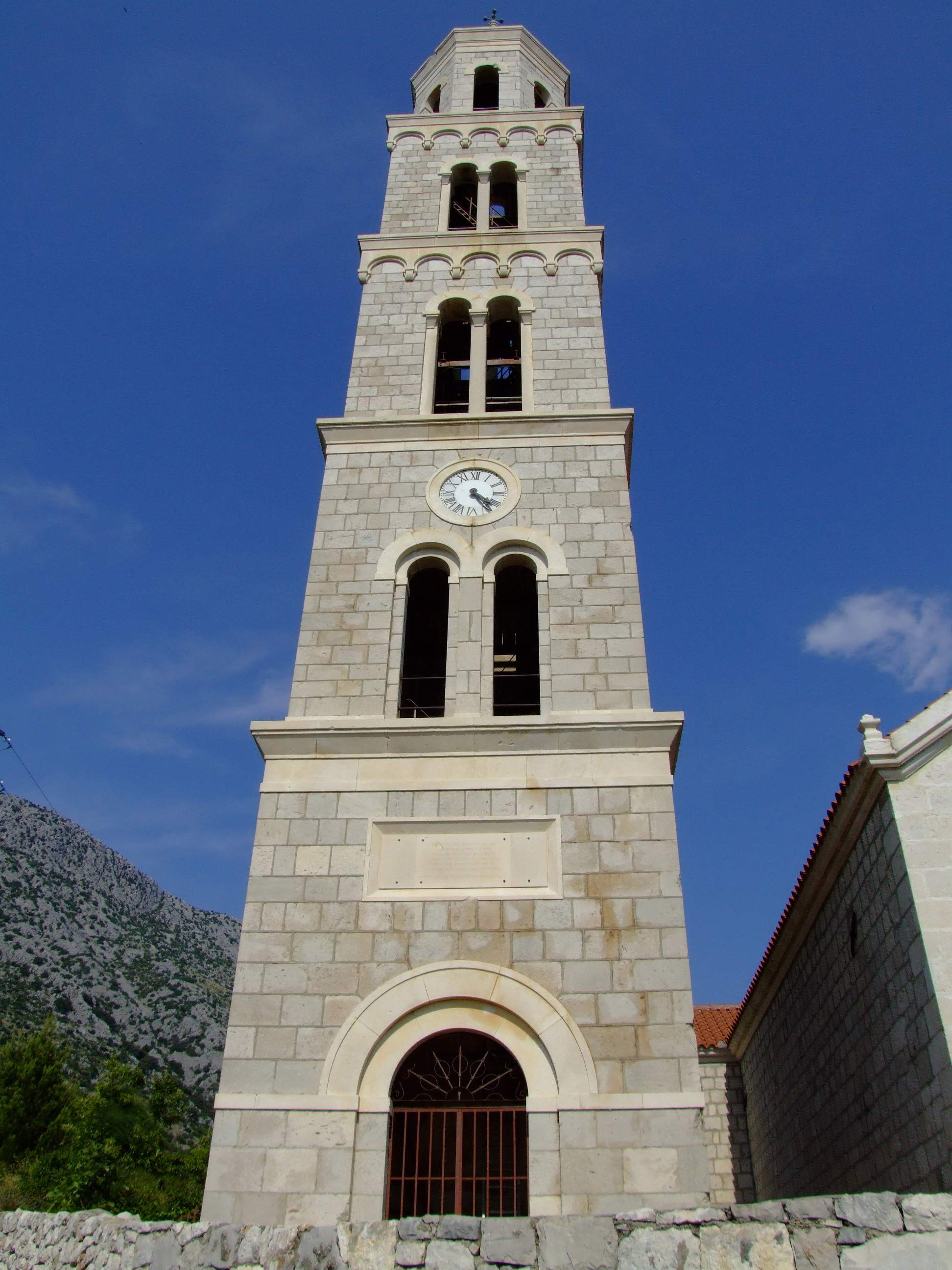
Der 1925 fertiggestellte zusätzliche Glockenturm der Kirche Unserer Lieben Frau vom Rosenkranz (2006).

Neben der vorgenannten Kirche Unserer Lieben Frau vom Rosenkranz wurde von 1923 bis 1925 ein Glockenturm erbaut, der dem der Kathedrale des hl. Domnius in Split nachempfunden ist. Ursprünglich höher geplant als dieser, soll er schließlich aus Respekt vor Split als regionalem Zentrum der Kirchenverwaltung 2,5 Meter niedriger gebaut worden sein. Im Jahr 1939 wurde die Pfarrkirche zudem baulich erweitert.
Im Jahr 1925 wurde die Friedhofskapelle St. Nikolaus (Sv. Nikola) errichtet.  Zuvor war die dortige mittelalterliche Kapelle der Heiligen Erlösung (Sv. Spasa) abgerissen worden, von der nur die Apsis erhalten war.
Mit der gesamten Küstenregion um Makarska erlebte Igrane 1962 ein schweres mehrtägiges  Erdbeben, welches auch das Verlassen der Weiler von Gornji Igrane im Biokovo-Gebirge beschleunigte.
Von 2000 bis 2004 wurde der unter Denkmalschutz stehende Zale-Turm, mit Mitteln des kroatischen Kulturministeriums umfassend saniert und rekonstruiert. Der Turm ist die zentrale Figur im Wappen von Igrane.

## Sport
In Igrane gibt es den Wasserballverein „Zale“.

## Persönlichkeiten
- Tomislav Grgo Antičić (1946–2015), Schriftsteller